# Selima Sfar
Pour les articles homonymes, voir Sfar.
 (août 2010).
Si vous disposez d'ouvrages ou d'articles de référence ou si vous connaissez des sites web de qualité traitant du thème abordé ici, merci de compléter l'article en donnant les références utiles à sa vérifiabilité et en les liant à la section « Notes et références ».
Selima Sfar (arabe : سليمة صفر), née le 8 juillet 1977 à Sidi Bou Saïd, est une joueuse de tennis tunisienne, professionnelle de 1999 à 2011.
C'est l'une des rares professionnelles de son pays à avoir évolué au plus haut niveau international, elle est la première joueuse arabe à atteindre le top 100 mondial.

## Biographie
Selima Sfar est l'une des héritières du prestigieux groupe de presse tunisien Dar Assabah et la petite-fille du journaliste Habib Cheikhrouhou. Elle commence le tennis dès son plus jeune âge au Tennis Club de Carthage. À treize ans, elle quitte son pays pour s'entraîner en France aux côtés de Nathalie Tauziat et Régis de Camaret. Chez les juniors, elle gagne en 1992 l'Arab Junior Singles et accède aux quarts de finale du tournoi junior à Roland-Garros. En 1994, elle est championne d'Afrique junior.
Elle devient professionnelle en 1999, à vingt-deux ans. En 2000, elle se qualifie pour le grand tableau à l'US Open : elle est alors la première Tunisienne à réaliser une telle performance. En 2001, sa saison la plus remarquable, elle joue trois des quatre épreuves du Grand Chelem (à l'exception de l'Open d'Australie), accédant à chaque fois au deuxième tour. Le 16 juillet, elle se hisse ainsi au 75e rang mondial. Elle réitère les mêmes résultats à Wimbledon en 2002 et 2005 et à Roland-Garros en 2008. En double, elle réussit sa meilleure performance en jouant les quarts de finale de Wimbledon en 2008 aux côtés de la Russe Ekaterina Makarova et en atteignant la 47e place mondiale quelques semaines plus tard.
Représentante régulière de son pays en Fed Cup, elle participe en 1996 aux Jeux olympiques d'Atlanta où elle est battue au premier tour par la Néerlandaise Brenda Schultz. À Pékin en 2008, c'est la Danoise Caroline Wozniacki qui l'élimine au même stade de la compétition.
Selima Sfar n'a pas remporté de tournoi WTA pendant sa carrière, son meilleur résultat restant une demi-finale en double dames à Stockholm en 2006 aux côtés de Stéphanie Cohen-Aloro. Elle s'est néanmoins imposée à trente-et-une reprises (dont vingt en double) sur le circuit ITF.
En août 2023, devenue consultante pour la télévision, elle accuse Régis de Camaret de l'avoir violée à de multiples reprises lorsqu'il était son entraîneur.

## Palmarès ITF

### Titre en simple dames
| No | Date | Nom et lieu du tournoi         | Catégorie | Dotation | Surface      | Finaliste        | Score    |          |
| -- | ---- | ------------------------------ | --------- | -------- | ------------ | ---------------- | -------- | -------- |
| 1  | 1996 | Open de Saint-Malo, Saint-Malo |           | 10 000 $ | Terre (ext.) | Virginie Massart | 6-4, 7-6 | Parcours |

### Finale en simple dames
| No | Date | Nom et lieu du tournoi     | Catégorie | Dotation | Surface    | Vainqueure         | Score    |          |
| -- | ---- | -------------------------- | --------- | -------- | ---------- | ------------------ | -------- | -------- |
| 1  | 2007 | Open de Biarritz, Biarritz |           | 25 000 $ | Dur (ext.) | Pauline Parmentier | 6-2, 6-4 | Parcours |
| 2  | 2008 | Open de Biarritz, Biarritz |           | 25 000 $ | Dur (ext.) | Kathrin Wörle      | 6-1, 6-3 | Parcours |

### Titre en double dames
| No | Date | Nom et lieu du tournoi                        | Catégorie | Dotation | Surface    | Partenaire            | Finalistes                              | Score    |          |
| -- | ---- | --------------------------------------------- | --------- | -------- | ---------- | --------------------- | --------------------------------------- | -------- | -------- |
| 1  | 2003 | Open de Biarritz Biarritz                     |           | 25 000 $ | Dur (ext.) | Lucie Ahl             | Yuliya Beygelzimer Anna Zaporozhanova   | 6-1, 6-1 | Parcours |
| 2  | 2004 | Internationaux Féminins de la Vienne Poitiers |           | 75 000 $ | Dur (ext.) | Stéphanie Cohen-Aloro | Gabriela Navrátilová Michaela Paštiková | 7-5, 6-4 | Parcours |
| 3  | 2005 | Open de Biarritz Biarritz                     |           | 25 000 $ | Dur (ext.) | Stéphanie Cohen-Aloro | Timea Bacsinszky Aurélie Védy (en)      | 6-2, 6-1 | Parcours |

### Finale en double dames
Aucune

## Parcours en Grand Chelem

### En simple dames
| Année | Open d'Australie | Open d'Australie | Internationaux de France | Internationaux de France | Wimbledon       | Wimbledon        | US Open         | US Open        |
| ----- | ---------------- | ---------------- | ------------------------ | ------------------------ | --------------- | ---------------- | --------------- | -------------- |
| 2000  | -                | -                | -                        | -                        | -               | -                | 1er tour (1/64) | Tatiana Panova |
| 2001  | -                | -                | 2e tour (1/32)           | Marta Marrero            | 2e tour (1/32)  | Barbara Schwartz | 2e tour (1/32)  | Barbara Schett |
| 2002  | 1er tour (1/64)  | T. Tanasugarn    | 1er tour (1/64)          | Åsa Svensson             | 2e tour (1/32)  | Dája Bedáňová    | -               | -              |
| 2003  | -                | -                | -                        | -                        | 1er tour (1/64) | Paola Suárez     | -               | -              |
| 2005  | 1er tour (1/64)  | Fabiola Zuluaga  | -                        | -                        | 2e tour (1/32)  | M. Washington    | -               | -              |
| 2008  | -                | -                | 2e tour (1/32)           | Venus Williams           | -               | -                | -               | -              |

À droite du résultat, l’ultime adversaire.

### En double dames
| Année | Open d'Australie             | Open d'Australie          | Internationaux de France      | Internationaux de France   | Wimbledon                   | Wimbledon               | US Open                      | US Open                    |
| ----- | ---------------------------- | ------------------------- | ----------------------------- | -------------------------- | --------------------------- | ----------------------- | ---------------------------- | -------------------------- |
| 2000  | -                            | -                         | -                             | -                          | 1er tour (1/32) Jasmin Wöhr | V. Ruano Paola Suárez   | -                            | -                          |
| 2003  | -                            | -                         | -                             | -                          | 1er tour (1/32) Lucie Ahl   | J. Husárová C. Martínez | -                            | -                          |
| 2005  | 1er tour (1/32) S. Cohen     | A. Myskina V. Zvonareva   | 2e tour (1/16) S. Cohen       | Émilie Loit Nicole Pratt   | 2e tour (1/16) S. Cohen     | Lisa McShea A. Spears   | 2e tour (1/16) S. Cohen      | C. Martínez V. Ruano       |
| 2006  | 2e tour (1/16) S. Beltrame   | S. Kuznetsova A. Mauresmo | 1er tour (1/32) S. Cohen      | Květa Peschke F. Schiavone | 1er tour (1/32) Jasmin Wöhr | Likhovtseva A. Myskina  | 2e tour (1/16) Emma Laine    | Chakvetadze Elena Vesnina  |
| 2007  | -                            | -                         | 2e tour (1/16) M. Johansson   | J. Gajdošová A. Morigami   | 2e tour (1/16) S. Foretz    | Lisa Raymond S. Stosur  | 2e tour (1/16) Marta Marrero | Alicia Molik M. Santangelo |
| 2008  | 2e tour (1/16) S. Foretz     | I. Benešová G. Voskoboeva | 1er tour (1/32) M. Salerni    | E. Gallovits M. Niculescu  | 1/4 de finale E. Makarova   | Lisa Raymond S. Stosur  | 1er tour (1/32) S. Arvidsson | J. Husárová Peng Shuai     |
| 2009  | 1er tour (1/32) M. Johansson | Amanmuradova T. Pironkova | 1er tour (1/32) T. Pironkova  | S. Stosur Rennae Stubbs    | -                           | -                       | -                            | -                          |
| 2010  | -                            | -                         | 1er tour (1/32) K. Mladenovic | Sara Errani Roberta Vinci  | -                           | -                       | -                            | -                          |

Sous le résultat, la partenaire ; à droite, l’ultime équipe adverse.

### En double mixte
N'a jamais participé à un tableau final.

## Parcours en «Premier Mandatory» et «Premier 5»
Découlant d'une réforme du circuit WTA inaugurée en 2009, les tournois WTA « Premier Mandatory » et « Premier 5 » constituent les catégories d'épreuves les plus prestigieuses, après les quatre levées du Grand Chelem.

### En simple dames
| Année |              | Premier Mandatory | Premier Mandatory | Premier Mandatory | Premier Mandatory |       | Premier 5 | Premier 5                  | Premier 5  | Premier 5 | Premier 5 | Premier 5 | Premier 5 |
| Année | Indian Wells | Miami             | Madrid            | Pékin             |                   | Dubaï | Rome      | Canada                     | Cincinnati |           | Tokyo     |           |           |
| Année | Indian Wells | Miami             | Madrid            | Pékin             |                   | Doha  | Rome      | Canada                     | Cincinnati |           | Wuhan     |           |           |
| Année | Indian Wells | Miami             | Madrid            | Pékin             |                   |       | Rome      | Canada                     | Cincinnati |           |           |           |           |
| 2010  |              |                   |                   |                   |                   |       |           | 1er tour (1/32) V. Razzano |            |           |           |           |           |

Sous le résultat, l’ultime adversaire.

## Parcours aux Jeux olympiques

### En simple dames
| # | Date       | Nom de l'olympiade       | Surface    | Résultat        | Ultime adversaire  | Score    |          |
| - | ---------- | ------------------------ | ---------- | --------------- | ------------------ | -------- | -------- |
| 1 | 23/07/1996 | Jeux olympiques, Atlanta | Dur (ext.) | 1er tour (1/32) | Brenda Schultz     | 6-4, 6-0 | Parcours |
| 2 | 11/08/2008 | Jeux olympiques, Pékin   | Dur (ext.) | 1er tour (1/32) | Caroline Wozniacki | 6-4, 6-1 | Parcours |

## Autres compétitions
- Médaille d'or en simple dames à la coupe d'Afrique des nations de 2005 à Tunis
- Médaille d'or en équipe mixte à la coupe d'Afrique des nations de 2005 à Tunis

## Classements WTA

### Classements en simple en fin de saison
| Année | 1994 | 1995 | 1996 | 1997 | 1998 | 1999 | 2000 | 2001 | 2002 | 2003 | 2004 | 2005 | 2006 | 2007 | 2008 | 2009 | 2010 |
| Rang  | 408  | 361  | 502  | 410  | 257  | 308  | 182  | 82   | 138  | 163  | 117  | 170  | 192  | 166  | 190  | 286  | 444  |

Source : (en) « Classements de Selima Sfar », sur le site officiel du WTA Tour

### Classements en double en fin de saison
| Année | 1994 | 1995 | 1996 | 1997 | 1998 | 1999 | 2000 | 2001 | 2002 | 2003 | 2004 | 2005 | 2006 | 2007 | 2008 | 2009 | 2010 | 2011 |
| Rang  | 344  | 557  | 723  | 393  | 197  | 214  | 214  | 275  | 195  | 215  | 159  | 59   | 100  | 86   | 69   | 168  | 120  | 167  |

Source : (en) « Classements de Selima Sfar », sur le site officiel du WTA Tour